# کندورانگو
کندورانگو (نام علمی: Cionura) نام یک سرده از تیره خرزهره‌ایان است این سرده تنها یک گونه گیاه با نام علمی Cionura erecta دارد.